# Col arrissada

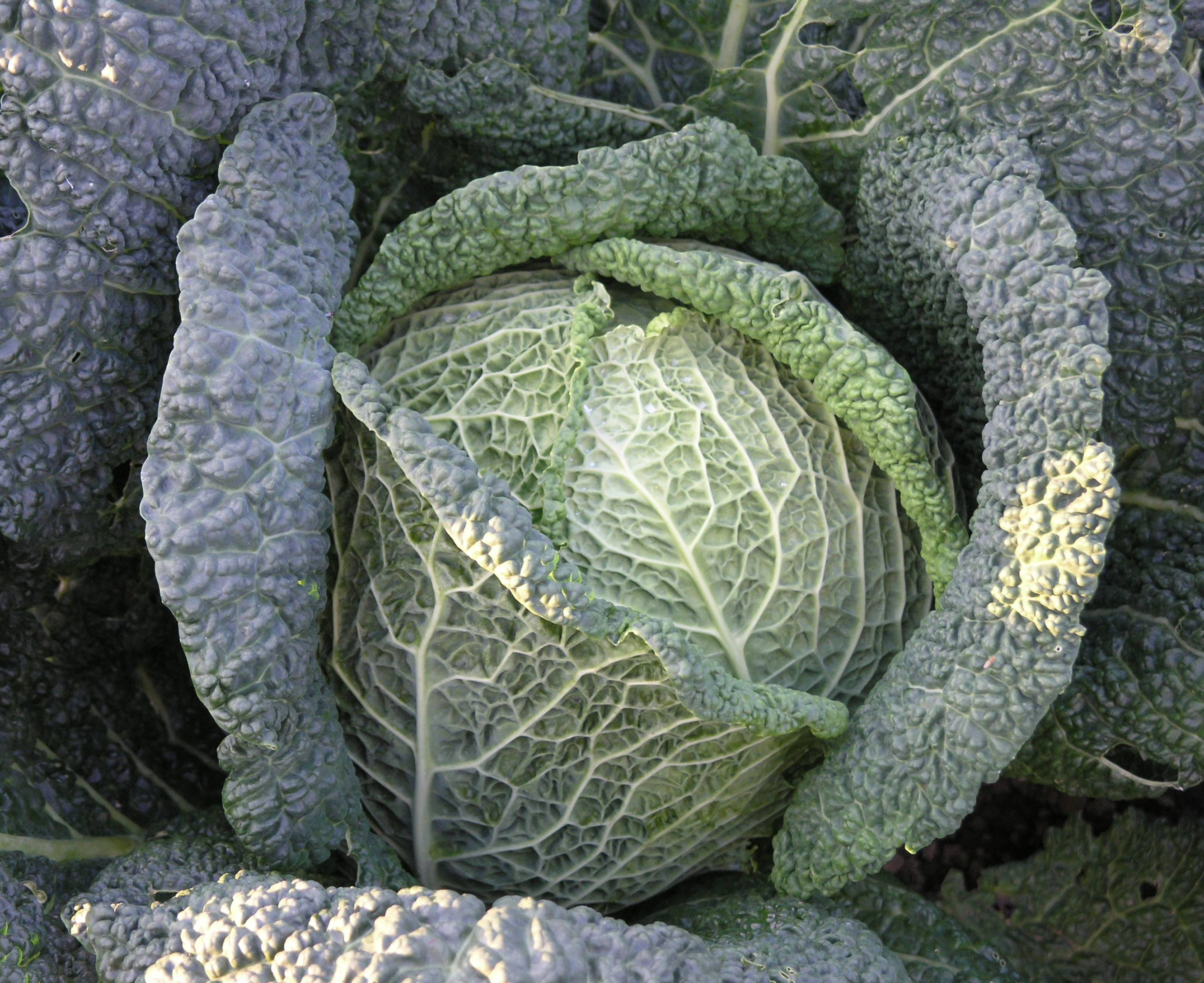
Col de Milà

La col arrissada, col caragolada, col de Milà o col gitana és una varietat cultivar del Grup Capitata, derivat de l'espècie Brassica oleracea, membre del gènere 'gènere Brassica dins la família de les brassicàcies (Brassicaceae).
Addicionalment pot rebre els noms de col borraina, col borratgenca, col borratja, col borratjona, col cargolada, col nana i col rulla. També s'han recollit les variants lingüístiques col borragenca, col borratxa, col borratxenca i col reülla.
És un tipus de col de cabdell però amb les fulles encrespades i amb els nervis prominents. És una planta biennal amb l'arrel pivotant molt profunda i de tija erecta de llargada rarament superior als 30 cm. Les fulles internes són blanc-groguenques. És una hortalissa molt cultivada i molt coneguda.

## Malalties
Entre les malalties fitopatològiques que ataquen la col de Milà, i altres cols, es troben els fongs de l'oïdi en el cas d'aquesta col és causat per l'espècie Erysiphe cruciferarum), la peronospora (causada per l'espècie Peronospora brassicae), l'alternariosi (causada per Alternaria brassicae), l'èrnia de les crucíferes (causada per Plasmodiophora brassicae), el marciment de les crucíferes (causat per Phoma lingam). Entre els insectes els paràsits més importants són els pugons (àfids) com el cerós de la col Brevicoryne brassicae, la mosca de la col (Delia radicum) i dos lepidòpters Pieris brassicae i la Mamestra brassicae.

## Gastronomia
Se'n fan sopes i menestres. A Itàlia és particularment apreciat en el risotto ris e verza cun custëini de la província de Piacenza i la zuppa 'd pan e còj del Canavese. Apareix també en el plat grec dolmades, en el romanès sarma i el Kohlrouladen germànic a més del plat holandès boerenkool met worst.
També en algunes preparacions del sushi s'utilitzen fulles de col de Milà.